# Raffaello Schiaminossi

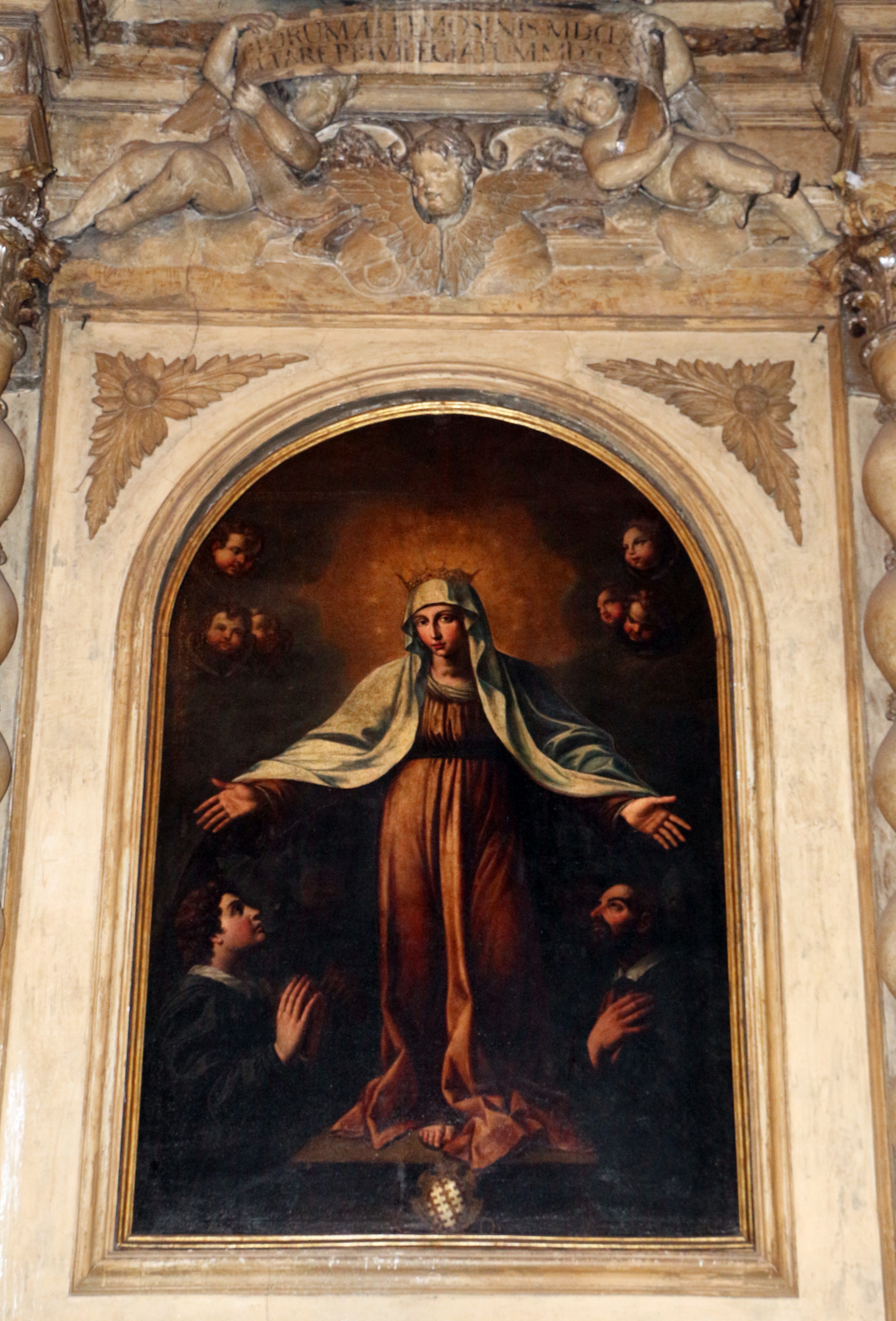
Virgen de la Misericordia, Catedral de Sansepolcro.

Raffaello Schiaminossi (1572-1622) fue un pintor y grabador italiano tardo-manierista y proto-barroco, activo principalmente en la Toscana. Nació y murió en Sansepolcro y grabó obras de Cornelis Cort, Federico Barocci, y Ventura Salimbeni. Este último le proporcionó los dibujos para su voluminosa colección llamada Quindecim Mysteria Rosarii Beatæ Mariæ Virginis (Misterios del Rosario).